# Pradleves
Pradleves (piemontiul: Pra dj'Eve) település Olaszországban, Piemont régióban, Cuneo megyében. Lakosainak száma 238 fő (2023. január 1.). Pradleves Castelmagno, Demonte, Monterosso Grana és Dronero községekkel határos.

## Népesség
A település lakossága az elmúlt években az alábbi módon változott:
| Lakosok száma | 243  | 234  | 238  |
|               | 2017 | 2018 | 2023 |